# Ямцун, Алексей Валерьевич
Алексей Валерьевич Ямцун (род. 25 сентября 1980, Курган) — мастер спорта России международного класса по спортивной акробатике, тренер-преподаватель БУОО ДО «СДЮСШОР № 3», г. Орёл.

## Биография
Алексей Валерьевич Ямцун родился 25 сентября 1980 года в городе Кургане Курганской области.
В 1996 году переехал в город Орёл.
С Оксаной Яценко Алексей Ямцун стал выступать в паре после того, как из спорта ушли ее предыдущие партнеры — Валерий Князев и Эдуард Перелыгин. Его, в качестве нового партнера предложила тренер по спортивной акробатике Клавдия Михайловна Наумова. Алексей Яценко в то время был начинающим спортсменом, у которого отсутствовал опыт крупных выступлений, в том числе и на чемпионате России.
В июле 2000 года в рамках отборочного чемпионата России по спортивной гимнастике, смешанная пара Оксана Яценко — Алексей Ямцун заняла 1 место.
Тренер и спортсменка смогли за небольшой период совместной работы с Алексеем подготовить его к выступлению, и пара смогла взять чемпионский титул. Алексей стал мастером спорта международного класса. Затем смешанная пара Оксана Яценко и Алексей Ямцун смогли победить на двух международных турнирах.
Женат на Оксане Анатольевне Яценко. Вместе с супругой работал 2 сезона в Московском цирке на Цветном бульваре, затем был присоединился к тренерскому составу Наумовой. 
Окончил Орловский государственный университет имени И. С.Тургенева по специальности физическое воспитание.
С 2013 года тренер-преподаватель Бюджетного учреждения Орловской области дополнительного образования «Специализированная детско-юношеская спортивная школа олимпийского резерва № 3». Тренирует младшие детские группы.

## Награды и звания
- Мастер спорта России международного класса по спортивной акробатике

## Семья
Жена Оксана Анатольевна Яценко (род. 6 марта 1980 год, Орел), заслуженный мастер спорта, мастер спорта международного класса, абсолютная Чемпионка Мира и Европы, тренер-преподаватель БУОО ДО «СДЮСШОР № 3», г. Орёл.